# Hedria
Hedria is een vliegengeslacht uit de familie van de slakkendoders (Sciomyzidae).

## Soorten
- H. mixta Steyskal, 1954